# St. Petersburg Open 1996
Il St. Petersburg Open 1996  è stato un torneo di tennis giocato sul sintetico indoor. 
È stata la 2ª edizione del St. Petersburg Open, 
che fa parte della categoria World Series nell'ambito dell'ATP Tour 1996.
Si è giocato a San Pietroburgo in Russia, dal 18 al 25 marzo 1996.

## Campioni

### Singolare
Magnus Gustafsson ha battuto in finale  Evgenij Kafel'nikov con il punteggio di 6–2, 7–6(4)

### Doppio
Evgenij Kafel'nikov /  Andrej Ol'chovskij hanno battuto in finale  Nicklas Kulti /  Peter Nyborg con il punteggio di 6–3, 6–4